# Île Javiot

L'île Javiot est une petite île fluviale située sur le cours de la Marne. Elle appartient à la commune de Mareuil-le-Port dans le département de la Marne.